# Metlac Solano
Metlac Solano är en ort i Mexiko.   Den ligger i kommunen La Perla och delstaten Veracruz, i den sydöstra delen av landet, 220 km öster om huvudstaden Mexico City. Metlac Solano ligger 1 682 meter över havet och antalet invånare är 671.
Terrängen runt Metlac Solano är kuperad österut, men västerut är den bergig. Runt Metlac Solano är det ganska tätbefolkat, med 155 invånare per kvadratkilometer. Närmaste större samhälle är Orizaba, 15,4 km söder om Metlac Solano. I omgivningarna runt Metlac Solano växer huvudsakligen savannskog.